# 少年少女（女声）のためのミサ曲第3番「天使の詩」
少年少女（女声）のためのミサ曲第3番「天使の詩」（しょうねん しょうじょ の ための ミサきょく だいさんばん てんしのうた）は、荻久保和明が作曲した女声合唱のミサ曲。詞はミサ典礼文による。

## 曲目
1. キリエ エレイソン
冒頭の旋律、極めて美しいボーイソプラノが望ましいが、それに近いソプラノ・ソロでも良い。
2. グローリア ホ長調
明るく、16分音符を爽快に。
3. インパラディズム
終曲は天国の天使たちの静かなコーラス。